# Holland (Michigan)
Pour les articles homonymes, voir Holland.
Holland est une ville américaine situé dans le comté d'Ottawa et comté d'Allegan, dans l'Ouest du Michigan. Elle est située sur la rivière Macatawa, à quelques kilomètres du lac Michigan. La grande majorité de cette ville est située dans le comté d’Ottawa mais déborde un peu sur le comté d'Allegan. En 2010, le recensement officiel accorda à Holland une population de 33 051 habitants.
Holland a la particularité dans la région d’avoir une forte concentration d’Américains d’ascendance hollandaise qui pratiquent leur foi dans l’Église réformée en Amérique. La ville est dotée d’une université et d’un séminaire reconnus nationalement et internationalement : Hope College et Western Theological Seminary, respectivement. 
La ville est reconnue à travers le monde pour son Festival des Tulipes (Tulip Time Festival). Holland a deux aéroports. Le premier est le Park Township Airport et le second, plus grand, est le Tulip City Airport. Il faut tout de même ajouter que ni l’un ni l’autre ne reçoit d’avions passagers des grandes lignes.

## Histoire

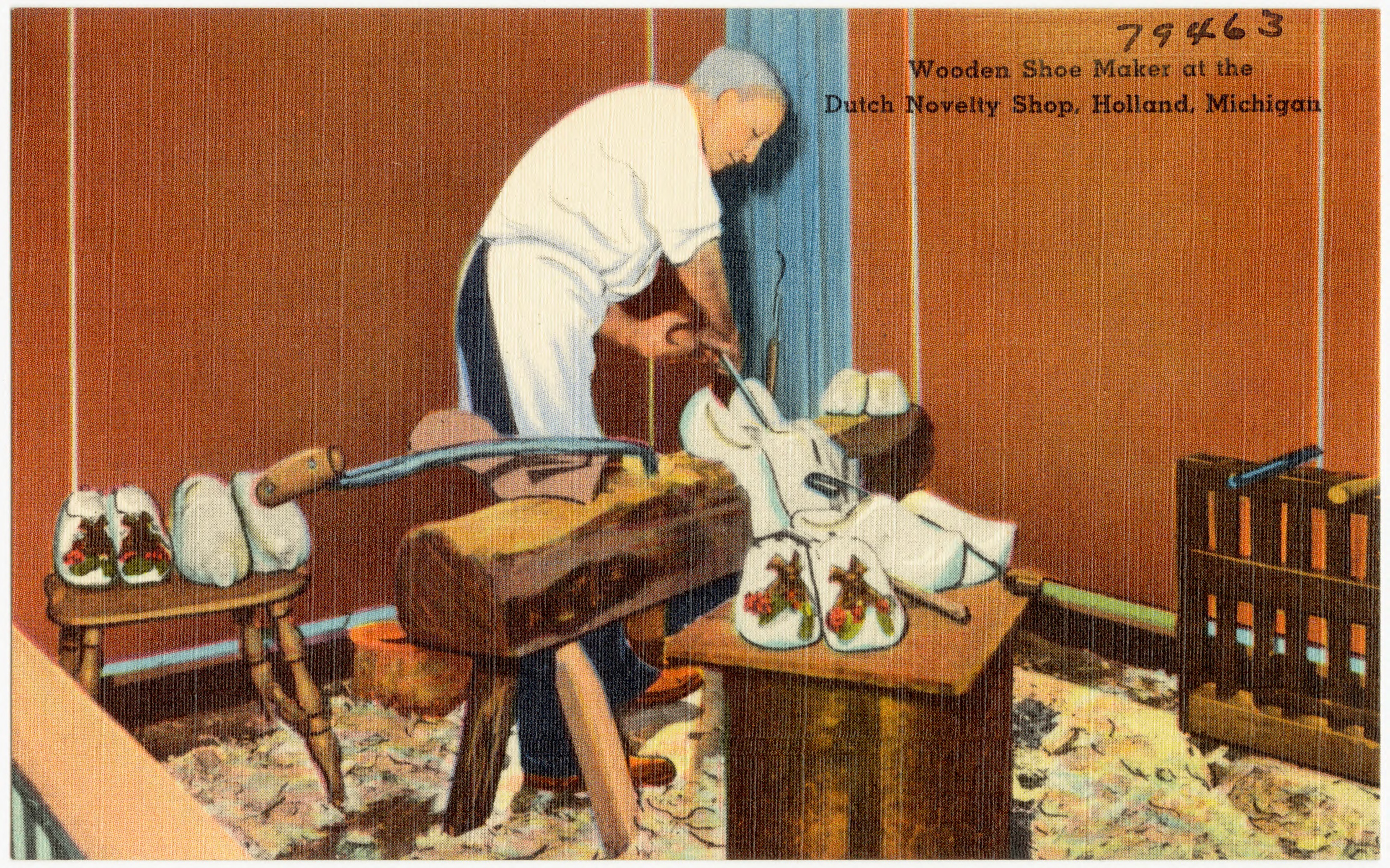
« Wooden shoe maker at the Dutch Novelty Shop, Holland, Michigan ». Carte postale Tichnor Brothers. Entre 1930 et 1945

Les premiers colons arrivèrent en 1847 en provenance des Pays-Bas. Ils furent en grande partie des calvinistes séparatistes sous l’ordre d’Albertus van Raalte. Avant leur arrivée, cette région fut habitée par les Indiens Ottawa qui, après l’arrivée des colons décidèrent d’émigrer à Northport, plus au nord. Van Raalte fut le premier chef politique, économique et spirituel de Holland. 
Le 9 octobre 1871, un feu de taille importante dévasta une partie importante de la ville.
Dans les années 1970-1980, un quart de la population de Holland est employée de la Prince Corporation, un équipementier automobile appartenant au père d'Erik Prince, PDG de la société militaire privée Blackwater Worldwide.

## Géographie
La ville de Holland est située sur la rive du lac Macatawa et est à proximité du lac Michigan. 
Selon le recensement américain, la superficie de Holland est de 44,5 kilomètres2 (soit 17,2 miles carrés).

## Démographie
Le recensement de 2000 affirme qu’il y a 35 048 habitants vivant dans 11 791 foyers dont 7 924 familles. 
La densité de population est relativement haute pour le Midwest : 816,7 habitants/km2.

## Autres éléments importants

### Tulip Time
Au mois de mai, Holland reçoit des milliers de visiteurs pour le festival des tulipes, appelé "Tulip Time", littéralement le temps des tulipes. Cette tradition date de 1930 lorsque 250 000 bulbes furent plantés.
Le festival dure environ une semaine. Le point culminant de la fête est la « Volksparade » avec en tête de parade le gouverneur du Michigan suivi(e) d’habitants en costume folklorique hollandais. Ensuite, la « Muziekparade » et la « Kinderparade » fait participer les jeunes de Holland aux festivités. 
Les églises et écoles de la région offrent des plats traditionnels et énormément de touristes y trouvent un charme unique…

### Éducation
Holland, malgré sa petite taille, offre beaucoup d’options scolaires.
-Il y a une Université d’arts libéraux : Hope College avec une population estudiantine d’environ 3 100 étudiants.
-Il y a un séminaire : le Western Theological Seminary, fondée en 1866 avec une population d’environ 200 étudiants.
-Il y a trois écoles (école primaire, collège, lycée) publiques à Holland.

### Économie
C'est là qu'est le siège de la compagnie Johnson Controls : sous traitant de l'industrie automobile. C'est aussi le siège de Haworth, entreprise spécialisée dans le mobilier de bureau et aménagement d’espaces de travail.

### Journal
- Holland Sentinel – Le quotidien de Holland.

### Célébrités
Le joueur de hockey Lane Hutson est originaire de la ville de Holland. 
Le chanteur James Michael (Sixx A:M) est né à Holland

### Apparition dans des oeuvres culturelles
La ville de Holland et ses traditions néerlandaises apparaissent dans le film Holland, réalisé par Mimi Cave, sorti en 2025.